# Universität Pompeu Fabra
Die Universität Pompeu Fabra (katalanisch Universitat Pompeu Fabra; spanisch Universidad Pompeu Fabra) ist eine Universität in der Stadt Barcelona in Katalonien (Spanien). Sie wurde 1990 gegründet und ist nach dem aus Barcelona stammenden spanischen Philologen Pompeu Fabra i Poch benannt. Seit 2015 wird sie regelmäßig als beste Universität Spaniens gerankt.

## Leitung
Der erste Rektor der Universität war Enric Argullol, der 2001 von M. Rosa Virós i Galtier abgelöst worden ist. Von 2005 bis 2013 führte Josep Joan Moreso die Universität, von 2013 bis 2021 Jaume Casals. Der aktuelle Rektor ist Oriol Amat.

## Bekannte Hochschullehrer
Zu den Professoren zählen unter anderem die Ökonomen Andreu Mas-Colell, , Xavier Freixas, Jordi Galí, Rosemarie Nagel, Jaume Ventura, Hans-Joachim Voth, der Soziologe Gøsta Esping-Andersen sowie der Jurist Jesús-María Silva Sánchez.